# Honda Ridgeline
La Honda Ridgeline è un pick-up prodotto dal costruttore giapponese Honda a partire dal 2005 in due distinte serie; la prima è stata costruita sino al 2014, della seconda la produzione è iniziata nel 2016.

## Il contesto
La Ridgeline rappresenta il primo tentativo della casa di entrare nel mercato statunitense dei pick-up; il suo studio è iniziato nel 2000, la prima presentazione sotto forma di concept car è avvenuta nel 2004 e quella definitiva risale al marzo del 2005 al Salone dell'automobile di Detroit. 
Venne inizialmente costruita ad Alliston in Ontario nello stabilimento canadese della Honda, ma nel 2008 l'assemblaggio venne trasferito a Lincoln nello stabilimento produttivo Honda in Alabama. Nel dicembre del 2013, contemporaneamente all'annuncio di un nuovo modello entro due anni, veniva dichiarato che la produzione sarebbe cessata a metà del 2014, in ogni caso dopo la produzione di oltre 240.000 esemplari.
Una caratteristica del modello è la sua modularità: all'interno della cabina doppia che può ospitare 5 passeggeri, i sedili posteriori possono essere ripiegati per aumentare la capacità di carico e il cassone posteriore, dalla lunghezza di 1,5 metri presenta lo sportello che può essere sia ribaltato in basso, portando la lunghezza del piano di carico a 2 metri, che aperto lateralmente.
L'unica motorizzazione disponibile è un propulsore V6 da 3.471 cm3 che è stato evoluto nel tempo, passando da una potenza iniziale di 247 CV ai 250 CV delle ultime versioni. La trazione era integrale e la trasmissione avveniva con un cambio automatico a 5 rapporti.

## Seconda generazione (2016-)
Nel gennaio del 2016 al Salone dell'automobile di Detroit è stata presentata al pubblico la seconda generazione.

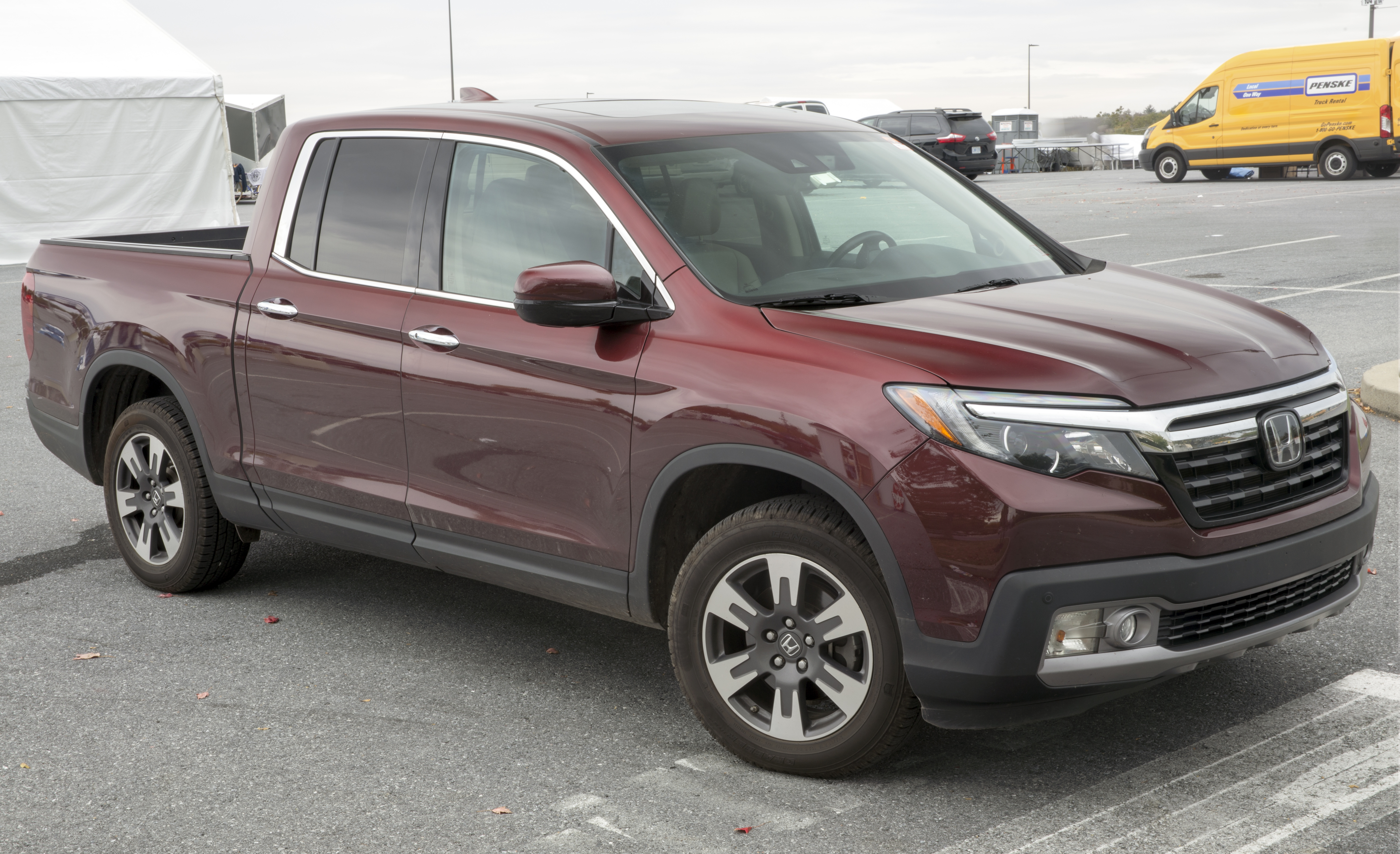
Honda Ridgeline II generazione

Gli ingombri sono leggermente aumentati rispetto alla versione precedente: la lunghezza è ora di 5334 mm con il passo arrivato a 3180 mm, la larghezza è di 1996 mm mentre l'altezza è rimasta sostanzialmente immutata. La cilindrata del propulsore è sempre di 3,5 l con una potenza giunta a 280 CV e il cambio che, sempre automatico, è ora a 6 rapporti.
Un'altra novità è rappresentata dal fatto che da questa serie è disponibile anche la trazione anteriore oltre che la precedente trazione integrale.